# Institut del Llibre d'Ucraïna
L' Institut del Llibre d'Ucraïna és una institució cultural ucraïnesa dependent del Ministeri de Cultura d'Ucraïna. El seu objectiu és executar les polítiques culturals relacionades amb la lectura i amb la industria del llibre, com són promoure la lectura, donar suport a l'edició de llibres, fomentar les activitats de traducció i popularitzar la literatura ucraïnesa a l'estranger.

## Història
L'Institut del llibre d'Ucraïna es va crear el 2016. Rostislav Semkiv va ser el primer director "en funcions", fins que el juny de 2017 es va nomenar a la primera directora, Tatiana Teren. Va romandre al càrrec poc més de sis mesos. El 2018 Olexandra Koval fou nomenada nova directora de la institució. Han participat a la Fira del Llibre de Frankfurt, a la de Praga i han organitzats esdeveniments a Ucraïna vinculats a la indústria editorial.